# 7553 Buie
A 7553 Buie (ideiglenes jelöléssel 1981 FG) a Naprendszer kisbolygóövében található aszteroida. Edward L. G. Bowell fedezte fel 1981. március 30-án.